# 錆浅葱
錆浅葱（さびあさぎ）とは浅葱色から派生したややくすんだ淡い色調の緑青色である。JIS慣用色名では「灰みの青緑」と定義されている。色名の「錆」は本来の色合いを灰みにくすませた色の形容として用いている。浅葱色に少しさび色を混ぜたようなくすんだ色であり、近似色の浅葱鼠に比べると彩度が高い。

## 近似色
- 浅葱色
- 浅葱鼠